# Гигантски Магеланов телескоп
Гигантският Магеланов телескоп (на английски: Giant Magellan Telescope, GMT) е наземен изключително голям телескоп, който в момента се изгражда в обсерваторията Лас Кампанас в чилийската пустиня Атакама. Сумарната апертура на телескопа ще съответства на телескоп с диаметър на основното огледало от 25,4 m; очаква се той да бъде най-големият рефлекторен телескоп, изграждан някога, като с него ще се извършват наблюдения в обхвата на видимата светлина и средните инфрачервени вълни (0,32 – 25 μm). Той е от типа телескопи, предложен от астронома Джеймс Грегъри през XVII век. Пускането в експлоатация на телескопа се очаква в началото на 2030-те години.
GMT ще разполага със седем от най-големите огледала в света, всяко с диаметър 8,4 m и тегло 20 тона, които заедно ще събират светлина на площ от 368 m². Очаква се разделителната му способност да бъде приблизително 10 пъти по-голяма от тази на космическия телескоп Хъбъл и четири пъти по-голяма от тази на космическия телескоп Джеймс Уеб. Той обаче няма да може да наблюдава в същите инфрачервени честоти като космическите телескопи. GMT ще се използва за изследване на широк спектър от астрофизични явления, включително за търсене на признаци на живот на екзопланети, изучаване на космическия произход на химичните елементи, както и свойствата на тъмната материя и тъмната енергия.
Проектът, чиято стойност се оценява на 2 млрд. щ. д., се разработва от GMTO Corporation – консорциум от изследователски институции от седем държави: Австралия, Бразилия, Чили, Израел, Южна Корея, Тайван и Съединените щати.

## Планирано местоположение
Взето е решение телескопът да бъде инсталиран в обсерваторията Лас Кампанас, която вече има Магеланови телескопи на 115 km (на север-североизток) от град Ла Серена в Чили.
Както и при предишните телескопи, това място е избрано заради ясното време, което се задържа там през по-голямата част от годината. Освен това поради малкия брой на населените места и поради други благоприятни географски условия – повечето от районите около пустинята Атакама нямат замърсяване на въздуха, но изглежда са и едно от местата, най-малко изложени на светлинно замърсяване, което я прави едно от най-добрите места на Земята за дългосрочни астрономически наблюдения.

## Строителство
Първоначално се очаква телескопът да бъде готов през 2020 г., но поради сложността на изработката на огледалата началната дата е изместена първо за 2029 г., и след това – за началото на 2030-те години.
Подготовката за изграждането на телескопа започва на 23 март 2012 г.
През август 2018 г. на площадката на телескопа започват изкопни работи за изкопаване на скална маса за основите на гигантския Магеланов телескоп и неговия купол, на площадката на обсерваторията Лас Кампанас. През април 2019 г. е завършена по-голямата част от изкопните работи.

### Изработване на оптичната система
Изработката на всяко огледало („сегмент“, според терминологията на разработчиците) на телескопа е сложна инженерна задача. За всяко огледало са необходими приблизително 20 тона специално разработено боросиликатно стъкло от клас Е6, произведено от Ohara Corporation с намален коефициент на топлинно разширение от 2,8×10-6 К-1. Стъклото под формата на малки блокове се поставя ръчно в специално изработена пещ, на дъното на която има матрица под формата на 1681 шестоъгълника, изработени от алуминосиликатни влакна. Тази матрица придава на задната страна на огледалото формата на пчелна пита, което позволява огледалото да бъде с 85 % по-леко. След това пещта, която се върти с до пет оборота в минута, нагрява стъклото до около 1170 °C и поддържа тази температура в продължение на около четири часа. През това време стъклото се втечнява и запълва матрицата. Процесът на леене на огледалото продължава три месеца, докато стъклото изстине. През това време пещта продължава да се върти, което позволява на огледалото да постигне висока степен на еднородност. След това огледалната заготовка се изважда от пещта, шлифова се до необходимата форма и се подлага на дълъг процес на полиране. В процеса на полиране се постига точност до 25 nm, което е около 1/20 от средната дължина на вълната на видимото излъчване. Обработката на огледалото след отливането може да отнеме още няколко години. Полирането се извършва с помощта на цериев оксид.
- Заготовката на първото огледало е отлята през 2005 г. През септември 2017 г. огледалото е завършено и транспортирано до склада в Тусон и очаква следващия етап на транспортиране до Чили.[23]
- Заготовката на второто огледало е отлята на 15 януари 2012 г. През юли 2018 г. огледалото е полирано с точност до 100 nm.[25] Окончателната форма на полираното огледало е проучена и одобрена от инженерите едва през юни 2019 г., като размерът на неравностите по него не трябва да надвишава 25 nm. В средата на юли 2019 г. второто огледало е завършено и транспортирано до склад, където чака да бъде изпратено в Южна Америка заедно с останалите огледала.[26][27]
- Леенето на третото огледало започна на 24 август 2013 г. в Лабораторията за астрономически огледала в Университета на Аризона.[28] От юли 2019 г. огледалото е подложено на фино полиране на предната повърхност.
- За началото на леенето на централното огледало е събщено на 18 септември 2015 г. Огледалото е кръстено на Ричард Ф. Карис, който дарява 20 млн. щ.д. за построяването на телескопа.[29] Към юли 2019 г. огледалото е преминало етапа на грубо шлайфане на задната повърхност.
- Началото на леенето на петото огледало е обявено на 3 ноември 2017 г.[23] Леенето му е завършено през февруари 2018 г.</ref>[30] Към декември 2019 г. огледалото е подложено на грубо шлайфане на задната повърхност.[31]
- През март 2022 г. е отлято,[32] а през юни е отгрято и изпратено за почистване шестото огледало.[33]
- В началото на 2023 г. три огледала са напълно завършени, още три огледала са в процес на полиране и се подготвя отливането на седмото огледало.[34]
- На 26 септември 2023 г. започва изработката на седмото и последно основно огледало – процес, който ще отнеме 4 години.[35]

## Участници
Списък на участниците в проекта за разработване на телескопа:
- Обсерватория на института Карнеги
- Харвардски университет
- Масачузетски технологичен институт
- Смитсонианска астрофизическа обсерватория
- Тексаски университет A&M
- Аризонски университет
- Мичигански университет
- Тексаски университет в Остин
- Австралийски национален университет (Обсерватория Маунт Стромло)

В изграждането на телескопа участва и Южна Корея.